# Football Club de Metz 1977-1978
Questa voce raccoglie le informazioni riguardanti il Football Club de Metz nelle competizioni ufficiali della stagione 1977-1978.

## Maglie e sponsor
Gli sponsor tecnici per la stagione 1977-1978 sono Le Coq Sportif per il campionato e Adidas per la Coppa di Francia, mentre gli sponsor ufficiali sono Fiat per il campionato e Perrier per la coppa nazionale.
| Manica sinistra · Maglietta · Manica destra · Pantaloncini · Calzettoni | Manica sinistra · Maglietta · Manica destra · Pantaloncini · Calzettoni | Manica sinistra · Manica sinistra · Maglietta · Maglietta · Manica destra · Manica destra · Pantaloncini · Calzettoni |  |

## Risultati

### Coppa di Francia
| Trentaduesimi di finale | Metz | 5 – 0 | Maseveaux |  |

| Sedicesimi di finale - Andata | Red Star | 2 – 2 | Metz |  |

| Sedicesimi di finale - Ritorno | Metz | 2 – 0 | Red Star |  |

| Ottavi di finale - Andata | Metz | 0 – 2 | Nizza |  |

| Ottavi di finale - Ritorno | Nizza | 3 – 0 | Metz |  |